# Troels Munk
Troels Munk, född 25 juli 1925 i Roskilde, död 29 augusti 2016, var en dansk skådespelare.

## Filmografi (urval)
- 1958 – Kvinnlig spion 503
- 1974 – 19 röda rosor
- 1980 – Matador (TV-serie) (TV-serie)
- 1984 – Tro, hopp och kärlek
- 1987 – Pelle Erövraren
- 1993 – Examenshets
- 1994 – Frihetens skugga (TV-serie)